# Zāmelah
Zāmelah (persiska: زامله) är en ort i Iran.   Den ligger i provinsen Kermanshah, i den nordvästra delen av landet, 400 km väster om huvudstaden Teheran. Zāmelah ligger 1 523 meter över havet och antalet invånare är 382.
Terrängen runt Zāmelah är varierad. Runt Zāmelah är det ganska tätbefolkat, med 179 invånare per kvadratkilometer. Närmaste större samhälle är Varmenjeh, 16,1 km väster om Zāmelah. Trakten runt Zāmelah består i huvudsak av gräsmarker.